# Rio Jequiá (Alagoas)
O rio Jequiá é um curso de água que banha o estado de Alagoas, no Brasil. Existe a lagoa do Jequiá, que é o seu encontro com o oceano Atlântico. Toda a zona compreendida entre as margens do rio e da laguna é um lugar de grande valor natural, muito visitado pelos turistas. É um rio curto com nascente em Campo Alegre, e sua foz no município de Jequiá da Praia. Tem aproximadamente 100 km.

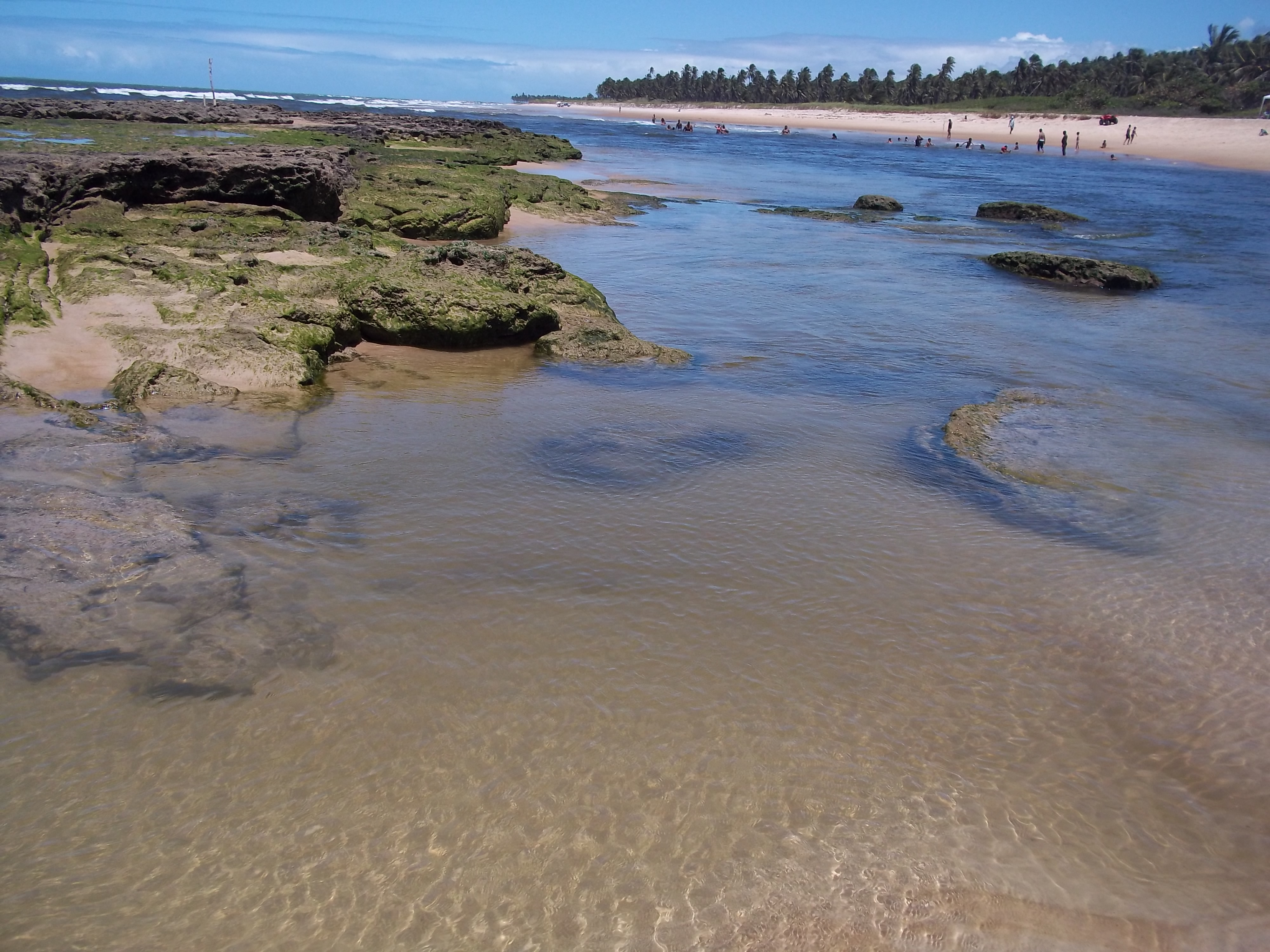
O doce encontro do Rio Jequiá com o salgado e imenso Oceano Atlântico.